# Waste Isolation Pilot Plant
Il Waste Isolation Pilot Plant (lett. "impianto pilota per l'isolamento dei rifiuti") o WIPP è il terzo deposito geologico profondo del mondo (dopo il deposito tedesco per i residui radioattivi Morsleben e la miniera di sale di Schacht Asse II) concesso in licenza per conservare rifiuti transuranici per 10.000 anni. I rifiuti provengono dalla ricerca e dalla produzione di armi nucleari degli Stati Uniti. Si stima che il progetto abbia un costo totale di 19 miliardi di dollari.
Si trova a circa 42 km ad est di Carlsbad, nel Nuovo Messico, nella parte orientale della Contea di Eddy, in una zona conosciuta come il "corridoio nucleare sud-orientale del Nuovo Messico", in quanto comprende anche la National Enrichment Facility vicino a Eunice, la struttura di smaltimento dei rifiuti a basso livello appena sopra il confine vicino ad Andrews, in Texas, e la struttura di International Isotopes, Inc. che sarà costruita vicino a Eunice, nel Nuovo Messico.
Nel 2010, l'USDAO ha ritirato i precedenti piani per lo sviluppo del deposito di scorie nucleari di Yucca Mountain in Nevada. Il WIPP è stato identificato come candidato per un impianto per lo stoccaggio di rifiuti per rifiuti legati alle armi nucleari. Diversi incidenti nello stabilimento nel 2014 hanno evidenziato il problema sul crescente numero di rifiuti e sulla sicurezza del deposito. Gli incidenti del 2014 hanno riguardato un'esplosione di rifiuti e il rilascio nell'aria di materiale radiologico che ha esposto 21 lavoratori dell'impianto a dosi di plutonio, elemento responsabile di cancro ai polmoni, al fegato e alle ossa.

## Storia
Nel 1970 la Commissione per l'energia atomica degli Stati Uniti (successivamente fusa nel Dipartimento dell'Energia) propose la costruzione di un sito a Lyons, nel Kansas, per l'isolamento e lo stoccaggio dei rifiuti radioattivi. Alla fine il sito di Lyons venne ritenuto inutilizzabile a causa dell'opposizione locale e regionale, oltre che alla scoperta di pozzi di petrolio e gas non mappati situati nell'area. Si riteneva che questi pozzi potessero potenzialmente compromettere la capacità della struttura di contenere scorie nucleari. Nel 1973, a causa di queste preoccupazioni, e grazie all''interesse positivo della comunità del Nuovo Messico meridionale, il DOE trasferì decise di progettare il deposito di scorie nucleari, rinominato Waste Isolation Pilot Plant (WIPP), vicino a Carlsbad, nel Nuovo Messico.
I rifiuti sono collocati nelle camere a 660 metri sottoterra, in una formazione di sale denso con un raggio di 910 metri la cui tettonica del sale è rimasta stabile per oltre 250 milioni di anni. A causa degli effetti di plasticità, il sale e l'acqua scorrono verso eventuali crepe che si sviluppano, uno dei motivi principali per cui l'area è stata scelta per il progetto.
Nel 1994, il Congresso ordinò ai Sandia National Laboratories di iniziare una valutazione approfondita della struttura rispetto agli standard stabiliti dall'EPA. La valutazione della struttura è continuata per quattro anni, per un totale cumulativo di 25 anni di valutazione. Nel maggio 1998, l'EPA ha concluso che vi era una "ragionevole aspettativa" che l'impianto avrebbe contenuto la stragrande maggioranza dei rifiuti sepolti lì.
I primi rifiuti nucleari sono arrivati all'impianto il 26 marzo 1999. Questa spedizione di rifiuti proveniva dal Los Alamos National Laboratory, un'importante struttura di ricerca e sviluppo di armi nucleari situata a nord di Albuquerque, nel Nuovo Messico. Un'altra spedizione seguì il 6 aprile dello stesso anno. Queste spedizioni hanno segnato l'inizio delle operazioni di impianto. A dicembre 2010, lo stabilimento aveva ricevuto e immagazzinato 9.207 spedizioni (76.561 metri cubi) di rifiuti. La maggior parte di questi rifiuti è stata trasportata all'impianto attraverso treni e camion. La struttura finale contiene un totale di 56 locali di stoccaggio con ogni camera di 300 metri di lunghezza. Si stima che l'impianto continuerà ad accettare rifiuti dai 25 ai 35 anni e si stima che costerà in totale 19 miliardi di dollari.

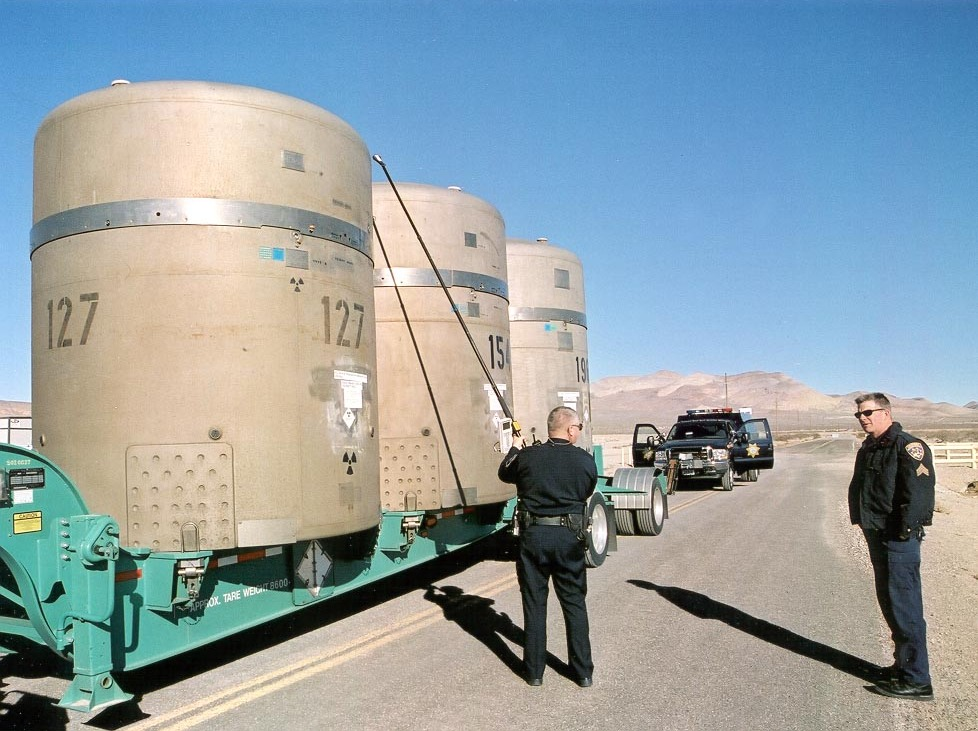
Carico di rifiuti arriva al WIPP

## Sviluppi futuri

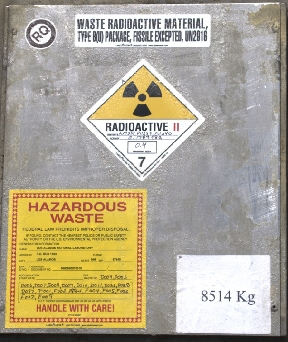
Avvertenze su un contenitore per rifiuti nucleari

A seguito della fine dell'accumulo dei rifiuti nell'impianto, stimato tra il 2025 e il 2035, le caverne di stoccaggio saranno fatte crollare e sigillate con 13 strati di cemento e terra. Il sale poi penetrerà e riempirà le varie fessure che circondano le botti di rifiuti. Dopo circa 75 anni, i rifiuti saranno completamente isolati dall'ambiente.